# خورخي روجاس
خورخي روجاس (بالإسبانية: Jorge Luis Rojas)‏ (7 يناير 1993 بكونسيبسيون في باراغواي - ) هو مدرب كرة قدم ولاعب كرة قدم باراغواياني في مركز الوسط. شارك مع منتخب الباراغواي تحت 20 سنة لكرة القدم ومنتخب باراغواي لكرة القدم. أما مع النوادي، فقد لعب مع جيمناسيا لابلاتا وسيرو بورتينيو ونادي بيلينينسش وS.L. Benfica B ‏.

## وصلات خارجية
- خورخي روجاس على موقع الاتحاد الدولي (مؤرشف)  (الإنجليزية)
- خورخي روجاس على موقع قاعدة بيانات كرة القدم.إي يو (الإنجليزية)
- خورخي روجاس على موقع ناشيونال فوتبول تيمز (الإنجليزية)
- خورخي روجاس على موقع Soccerway.com (الإنجليزية)
- خورخي روجاس على موقع AS.com (الإسبانية)